# آکادمی موسیقی و نمایش دانشگاه گوتنبرگ
آکادمی موسیقی و نمایش (به سوئدی:Högskolan för scen och musik, abbreviated HSM) یک مدرسه برای آموزش موسیقی، ترکیب‌بندی، اپرا، آواز و موضوعات خلاقانه در یوتبری سوئد و متعلق به دانشکدهٔ هنرهای زیبا و نمایشی دانشگاه یوتبری است.